# Чекушина, Нина Григорьевна
Нина Григорьевна Чекушина (25 июля 1928 год, аул Буры-Байтал, Муюн-Кумский район, Сыр-Дарьинский округ, Казакская АССР — 31 июля 2016) — рабочая Балхашского горно-обогатительного комбината, Герой Социалистического Труда (1973). Депутат Верховного Совета Казахской ССР 5 созыва.

## Биография
Родилась 25 июля 1928 года в ауле Буры-Байтал (ныне — Бурыл Шуского района Жамбылской области).
В 1943 году поступила в ремесленное училище № 5 города Балхаша, по окончании которого получила специальность флотатора. С июня 1945 года работала на Балхашском горно-металлургическом комбинате, на котором она проработала последующие 34 года до выхода на пенсию в 1979 году. В 1965 году вступила в КПСС. В 1966 году была награждена Орденом Ленина за многолетний труд на горно-обогатительном комбинате.
В 1973 году бригада А. Алимжанова, в которой работала Нина Чекушина, выплавила 170 тонн медного концентрата вместо запланированных 30 тонн. За этот доблестный труд она была удостоена 29 декабря 1973 года звания Героя Социалистического Труда.
В 1975 году была удостоена Государственной премии СССР. Избиралась депутатом Балхашского городского и Джамбульского областного советов народных депутатов. Была избрана депутатом Верховного Совета Казахской ССР 5 созыва.
Умерла 31 июля 2016 года.

## Награды
- Орден Ленина (1966);
- Герой Социалистического Труда — указом Президиума Верховного Совета СССР от 29 декабря 1973 года;
- Орден Ленина (1973)
- Медали «За трудовую доблесть» (11.07.1955), «За трудовое отличие» (24.09.1949)
- Лауреат Государственной премии СССР за выдающиеся достижения в труде (1975)
- Почётный гражданин города Балхаш (28.09.2000)